# Diecéze areopoliská
Diecéze Areopolis je titulární diecéze římskokatolické církve.

## Historie
Areopolis lze ztotožnit s Rabbat Moab v dnešním Jordánsku. Je to starobylé biskupské sídlo nacházející se v římské provincii Palestina III.. Sídlo bylo součástí Jeruzalémského patriarchátu a sufragánnou arcidiecéze Petra.
Archeologický výzkum přinesl na světlo některé nápisy se jmény biskupů, které svědčí o přítomnosti církevní hierarchie v Areopolis v éře Umajjovců.
Dokumentární zdroje vynesly jména tří biskupů této diecéze. Anastasius se roku 449 zúčastnil Druhého efezského koncilu, kde se na listinách podepsal. Policronius se roku 518 podepsal na synodní dopis patriarchy Jeruzaléma Jana proti Severu Antiochijskému. Elias roku 536 podepsal akty synodu svolaného patriarchou Petrem proti Anthimusovi Konstantinopolskému, kde se sešli biskupové Třetí Palestiny.
Dnes je Areopolis využíván jako titulární biskupské sídlo; v současné době je bez titulárního biskupa.
Mezi biskupy, kterým byl propůjčen tento titul, byl Angelo Giuseppe Roncalli (budoucí papež Jan XXIII.), který byl jmenován s úkolem úřadu apoštolského delegáta v Bulharsku. Roncalli byl titulárním arcibiskupem do 30. listopadu 1934, kdy byl jmenován apoštolským delegátem v Turecku a Řecku a apoštolským administrátorem apoštolského vikariátu v Konstantinopoli, se sídlem v Istanbulu, a byl převeden na titulární sídlo Mesembria.

## Seznam biskupů
- Anastasius (zmíněn roku 449)
- Policronius (zmíněn roku 518)
- Elias (zmíněn roku 536)
- Ioannes (zmíněn roku 597/598)
- Stephanus (zmíněn roku 687)

## Seznam titulárních biskupů
- Episcopi Areopoliensis:
  - 1728–1744 Pietro d'Alcántara della Santissima Trinità Gagna di Cherasco, O.C.D.
  - 1746–1773 Mikołaj (Florencjusz od Jezusa Nazareńskiego) Szostak, O.C.D.

- Episcopi Areopolitani:
  - 1733–1768 João da Madre de Deus Seixas da Fonseca Borges, O.S.B.
  - 1755–1790 Tomasz Ignacy Zienkowicz
  - 1805–? Bonaventura Stewart, O.F.M.Ref.
- 1840–1850 William Wareing
- 1852–1873 Anton Frenzel
- 1876 –1882 blahoslavený Ciriaco Sancha y Hervás
- 1882–1887 Francesco Giordani
- 1888–1908 Gábor Szele
- 1903–1904 Henry Moeller
- 1904–1909 Lazare Miedia
- 1910–1925 Paolo Emilio Bergamaschi
- 1925–1934 svatý Angelo Giuseppe Roncalli (pozdější papež Jan XXIII.)
- 1935–1959 Michael Joseph Keyes, S.M.
- 1960–1961 Leonardo Gregorio Gallardo Heredia
- 1961–1965 René-Noël-Joseph Kérautret